# L'Arme fatale 4
Pour les articles homonymes, voir L'Arme fatale (homonymie).
Série L'Arme fatale
L'Arme fatale 3
(1992)
Pour plus de détails, voir Fiche technique et Distribution.
L'Arme fatale 4 (Lethal Weapon 4) est un film américain réalisé par Richard Donner et sorti en 1998. C'est le dernier opus d'une tétralogie débutée en 1987 avec L'Arme fatale.
Le film suit les deux sergents Martin Riggs et Roger Murtaugh (qui seront capitaines un temps puis à nouveau sergents) et qui ont pris un coup de vieux. Ils demeurent cependant le duo de flics le plus efficace du Los Angeles Police Department. Lors d'une affaire où ils maîtrisent un forcené armé d'un lance-flammes et d'une mitraillette, Riggs apprend par Murtaugh qu'il va devenir papa : sa compagne, Lorna Cole, qui fut aussi son ancienne collègue, est enceinte. Quant à Murtaugh, il va être grand-père : sa fille Rianne est aussi enceinte. Roger ignore que de le père n'est autre que Lee Butters, un jeune collègue. Presque neuf mois plus tard, au cours d'une partie de pêche nocturne avec leur ami Leo Getz, devenu détective privé, Riggs et Murtaugh arraisonnent un cargo rempli de clandestins chinois. Par réflexe d'humanité, Roger recueille chez lui la nombreuse famille du brave Hong, qui a échappé à la police du port en se cachant dans un canot.

## Synopsis
Lorna Cole est enceinte du bébé du sergent Martin Riggs ; ils ne sont pas mariés mais tous les deux y pensent. La fille du sergent Roger Murtaugh, Rianne, est également enceinte. Riggs et Murtaugh se partagent ces nouvelles durant une opération à haut risque contre un individu portant une imposante armure et jouant avec son lance-flamme. Riggs incite Murtaugh à se mettre en caleçon et imiter un oiseau pour attirer l'attention du pyromane pendant que Riggs tire sur son réservoir de lance-flamme. Cela provoquera une importante explosion propagée à la station service à proximité. Riggs avouera à son coéquipier qu'il voulait l'humilier en l'incitant à attirer l'attention de cette façon.
Huit mois plus tard, alors que Riggs, Murtaugh et Leo Getz effectuent une partie de pêche nocturne sur le bateau de Roger, ils entendent des coups de feu sur un cargo qui passe près d'eux et Riggs monte à bord pour en découdre avec l'équipage, tandis que Roger et Leo sont contraints de regagner la rive à la nage, car le bateau coule à la suite d'un concours de circonstances. Les enquêteurs tombent sur un réseau de passeurs d'immigrants chinois après avoir échoué un navire mais le capitaine du bateau s'échappe.
Dans l'enquête qui suit, Murtaugh trouve Hong et sa famille se cachant des agents de l'immigration américains pour éviter l'expulsion. Murtaugh leur offre un abri dans sa maison et leurs familles, alors que Riggs et Cole, se lient rapidement. Hong révèle qu'il est à la recherche de son oncle, un graveur qualifié, qui avait payé leur passage aux États-Unis. Riggs découvre par Lorna que le petit-fils de Murtaugh de Rianne est du détective Lee Butters, ce que Murtaugh ne peut pas tolérer car il ne voulait pas que sa fille épouse un policier, et que Murtaugh ne sait toujours pas qui est le père. est dû au fait que la famille le lui a caché.
Alors que l'on rappelle « l'exploit » de Roger huit mois plus tôt avec l'affichage de l'article de presse montrant Roger en caleçon (remis secrètement par Martin pour embêter son collègue), Roger et Martin devront collaborer avec Butters pour l'enquête. En raison de problèmes avec la compagnie d'assurance du département concernant les actions de Riggs et Murtaugh en tant que sergents, le chef de la police demande au capitaine Murphy de les promouvoir au rang de capitaines.
La poursuite de l'enquête sur le réseau de contrebande conduit les agents à Benny Chan, dit Oncle Benny, un chef du crime opérant à partir d'un restaurant de Chinatown. Là, ils sont présentés au négociateur de haut rang de la Triade, Wah Sing Ku. Chan les force à sortir de son restaurant lorsque les officiers ne montrent aucune cause probable. Riggs vole un parapluie sur un comptoir du restaurant et tire l'alarme incendie pour que les gicleurs se déclenchent, forçant tous les clients du restaurant à fuir. Dehors, Riggs aperçoit le capitaine évadé et tente de le poursuivre mais ne parvient pas à le capturer. Cependant, Ku intercepte plus tard le capitaine et le tue en guise de punition pour avoir attiré l'attention de la police. Chan et Ku prennent des mesures pour éliminer tous ceux qui participent à leurs plans.
Hong est capable de contacter son oncle, mais cela conduit les Triades à la maison de Murtaugh. Ku et les voyous de la Triade kidnappent les Hongs, ligotent Murtaugh, sa famille, Riggs et Cole et mettent le feu à la maison. Ping, le petit-fils de Hong, a échappé à la capture et aide à libérer les autres à temps. Bien que Riggs et Murtaugh poursuivent et tuent certains des membres de la triade, Ku s'échappe. Ce dernier amène Hong à son oncle dans un entrepôt, où il a gravé des plaques pour une opération de contrefaçon pour Ku et Chan en échange d'un transit pour sa famille. Ku tue Hong devant son oncle pour s'assurer qu'il  poursuive son travail.
Avec Getz servant de distraction, les officiers confrontent Chan au bureau de son dentiste pour l'interroger avec du gaz hilarant pour plus d'informations mais sont incapables d'obtenir des pistes, et au cours desquelles Riggs et Butters révèlent accidentellement le secret de famille à Murtaugh. Plus tard, alors qu'ils discutent de ce qu'ils savent avec le détective Ng, qui a déjà travaillé sur des affaires impliquant le gouvernement chinois, Ng reconnaît que Ku doit essayer de négocier avec un général chinois corrompu pour la libération des Quatre Pères, des membres de haut rang de la Triade qui incluent le frère de Ku. Entre-temps, Riggs et Cole déjouent une tentative d'assassinat de la part des hommes de Ku.
De nouvelles informations les conduisent à l'entrepôt abandonné où ils trouvent les corps de Hong, son oncle, et de Chan, ces deux derniers tués par Ku après avoir servi leur utilité. Sachant que Ku prévoit d'utiliser de la fausse monnaie, la police intercepte l'échange entre Ku et le général, disant au général que l'argent est faux. Le général enragé réagit en exécutant la plupart des Quatre Pères avant d'être abattu par les Triades, s'ensuite une fusillade entre la Triade, l'armée privée du général et la police, et la plupart des gens de la Triade et de l'armée sont tués. et Butters est blessé en protégeant Murtaugh. Ku tente de s'échapper avec son frère, mais ce dernier est abattu par Murtaugh. Riggs et Murtaugh poursuivent Ku jusqu'à un quai où ils l'engagent dans une bagarre brutale. Murtaugh empale Ku à travers l'estomac avec une barre d'armature avant d'être assommé par lui, après quoi la jetée s'effondre et envoie Riggs et Ku dans l'eau. Riggs arrive à trouver un fusil d'assaut Kalachnikov et d'achever Ku, tandis que Murtaugh récupère à temps pour sauver Riggs d'un morceau de béton qui l'avait coincé sous l'eau.
Plus tard, Riggs visite la tombe de sa femme et lui demande des conseils sur son mariage imminent avec Lorna ; Leo Getz arrive et raconte une histoire d'enfance sincère qui donne à Riggs un nouvel éclairage sur la situation. Au même moment, Lorna est sur le point d'accoucher, ils arrivent juste à temps à l'hôpital. Riggs et Lorna sont mariés officieusement par un rabbin juste avant qu'elle n'accouche. Leur fils et la fille de Rianne naissent en même temps et Murtaugh accepte Butters comme son gendre. Murphy rend à Riggs et Murtaugh leur grade de sergent et la famille Hong obtient l'asile. Le film se termine par une photo de famille de tous les protagonistes de la saga : les Riggs, les Murtaugh-Butter, Leo Getz et Murphy.

## Fiche technique
Sauf indication contraire, les informations mentionnées dans cette section peuvent être confirmées par la base de données cinématographiques IMDb,  présente dans la section « Liens externes ».
- Titre français : L'Arme fatale 4
- Titre original : Lethal Weapon 4
- Réalisation : Richard Donner
- Scénario : Channing Gibson (en), d'après une histoire de Jonathan Lemkin, Alfred Gough et Miles Millar, d'après les personnages créés par Shane Black
- Musique : Eric Clapton, Michael Kamen et David Sanborn
- Photographie : Andrzej Bartkowiak
- Montage : Dallas Puett (de), Kevin Stitt, Eric Strand et Frank J. Urioste
- Décors : J. Michael Riva
- Production : Richard Donner, Joel Silver, Dan Cracchiolo, J. Mills Goodloe, Steve Perry et Jim Van Wyck
- Sociétés de production : Silver Pictures et Doshudo Productions
- Société de distribution : Warner Bros.
- Budget : 140 millions de dollars
- Pays d'origine :  États-Unis
- Langues originales : anglais, cantonais, mandarin
- Format : couleurs - 2,35:1 - DTS / Dolby Digital / SDDS - 35 mm
- Genre : action, comédie policière
- Durée : 127 minutes
- Dates de sortie : 
  - Canada et États-Unis : 10 juillet 1998
  - Belgique, France et Suisse romande : 22 juillet 1998
- Film interdit aux moins de 12 ans lors de sa sortie en France

## Distribution
- Mel Gibson (VF : Jacques Frantz ; VQ : Denis Mercier) : le sergent puis capitaine Martin Riggs
- Danny Glover (VF : Richard Darbois ; VQ : Victor Désy) : le sergent puis capitaine Roger Murtaugh
- Joe Pesci (VF : Roger Crouzet ; VQ : Alain Gélinas) : Leo Getz
- Rene Russo (VF : Véronique Augereau ; VQ : Hélène Mondoux) : Lorna Cole-Riggs
- Chris Rock (VF : Lucien Jean-Baptiste ; VQ : Pierre Auger) : Lee Butters
- Jet Li (VF : Pierre-François Pistorio ; VQ : Sylvain Hétu) : Wah Sing Ku
- Steve Kahan (VF : Jean-Claude Sachot ; VQ : Aubert Pallascio) : le capitaine Ed Murphy
- Kim Chan (en) (VF : Jim Adhi Limas ; VQ : André Montmorency) : l'oncle Benny Chan
- Darlene Love (VF : Martine Meiraghe) : Trish Murtaugh
- Traci Wolfe (VF : Nathalie Spitzer ; VQ : Johanne Garneau) : Rianne Murtaugh-Butters
- Damon Hines (VF : Tony Marot ; VQ : Jacques Lussier) : Nick Murtaugh
- Ebonie Smith (VF : Sarah Marot) : Carrie Murtaugh
- Mary Ellen Trainor (VF : Danielle Dinan ; VQ : Johanne Léveillé) : Dr Stephanie Woods
- Eddy Ko (VF : Jim Adhi Limas) : M. Hong
- Steven Lam : Ping Hong
- Calvin Jung (en) (VF : Bruno Carna) : l'inspecteur Paul Ng
- Jack Kehler : George Proody
- George Cheung : Fan
- François Chau : Li Lum Chung
- Michael Chow : l'assistant de Benny
- Roland Kickinger : un journaliste
- Richard Libertini (VF : Pierre Dourlens) : le rabbin Gelb
Version française
  - Studio de doublage : L'Européenne[1]
  - Direction artistique / Adaptation : Christian Dura
  - Adaptation : Philippe Videcoq
  - Casting : Jenny Gérard

## Production
Le scénario de L'Arme Fatale 4 est initialement développé par Jeffrey Boam, qui avait déjà écrit les 2e et 3e films et participé à des réécritures non créditées pour le script du premier film. Son script voyait Riggs et Murtaugh affronter un gang néonazis voulant perpétrer un attentat à Los Angeles. Bien que sa proposition soit appréciée par le studio, son script n'est pas utilisé. Channing Gibson, qui avait déjà travaillé pour Joel Silver, est engagé en remplacement.
Les personnages incarnés par Joe Pesci et Chris Rock ont été ajoutés tardivement dans le scénario et étoffés à la dernière minute quand les acteurs ont été officiellement engagés. Le scénariste Channing Gibson écrira de nombreuses version et modifiera le personnage de Lee Butters en fonction de Chris Rock (Will Smith, Eddie Murphy et Larenz Tate avaient également été envisagés). Butters devait initialement être un policier homosexuel. Il sera finalement modifié peu avant le début du tournage et deviendra le petit-ami de Rianne. Le scénario sera par ailleurs modifié en cours de tournage, notamment la fin du film.
Le rôle de Wah Sing Ku est initialement proposé à Jackie Chan. L'acteur refuse car il ne souhaite pas jouer de méchant à l'écran. Il revient finalement à Jet Li, qui tourne là son premier film américain et son premier rôle de méchant.
Le tournage a lieu en Californie, notamment à Los Angeles, Long Beach (port et chantier naval), Orange, Malibu), Burbank (Warner Bros. Studios), Carson, San Diego ainsi qu'à Las Vegas (Pecos Road, route 215, Windmill Lane) dans le Nevada. Le tournage débute en janvier, soit 7 mois seulement avant la sortie américaine. Les prises de vues s'achèvent 33 jours avant la sortie. Pour tenir les délais très serrés de postproduction, le monteur Frank J. Urioste a recours à la technologie numérique Avid encore peu répandue à l'époque.

## Bande originale
La musique du film est composée par Michael Kamen, Eric Clapton et David Sanborn, comme pour les trois précédents opus. Cependant, contrairement aux premiers, la bande originale de L'Arme fatale 4 n'est pas commercialisée en album. En 2013, le label La-La Land Records sort un coffret 8 disques des musiques de la saga, Lethal Weapon Soundtrack Collection. Les 7e et 8e disques contiennent les musiques du 4e film.
Chansons et morceaux présents dans le film
- Fire in the Hole, interprété par Van Halen
- Why Can't We Be Friends, interprété par War
- Premonition, interprété par John Fogerty
- Pilgrim, composé par Eric Clapton
- Thème des Dents de la mer, composé par John Williams et fredonné par Riggs et Murtaugh

## Accueil

### Critique
L'Arme fatale 4 obtient un accueil mitigé des critiques professionnels lors de sa sortie en salles : 52 % des 66 critiques collectés par le site Rotten Tomatoes, avec une moyenne de 5,8⁄10, tandis qu'il obtient un score de 37⁄100 sur le site Metacritic pour 21 critiques.

### Box-office
L'Arme fatale 4 remporte un modeste succès commercial, rapportant 285 444 603 $ de recettes mondiales, dont 130 444 603 $ aux États-Unis. En France, il affiche un résultat de 3 303 483 entrées. C'est le plus grand succès pour Jet Li.
| Pays ou région | Box-office        | Date d'arrêt du box-office | Nombre de semaines |
| -------------- | ----------------- | -------------------------- | ------------------ |
| États-Unis     | 130 444 603 $     | 27 septembre 1998          | 8                  |
| France         | 3 303 483 entrées | -                          | -                  |
| Total mondial  | 285 444 603 $     | -                          | -                  |

## Distinctions
- Prix de la meilleure musique de film lors des BMI Film and TV Awards 1999.
- Prix du meilleur second rôle masculin dans un film d'action pour Chris Rock et meilleur second rôle féminin dans un film d'action pour Rene Russo, lors des Blockbuster Entertainment Awards 1999.
- Nomination au prix du pire second rôle masculin pour Joe Pesci aux Razzie Awards 1999.

## Commentaires

### Anecdotes
- Le bateau de Roger Murtaugh s'appelle Code 7, soit le code radio du Los Angeles Police Department pour annoncer la pause repas[2].
- Dans le troisième volet, Riggs tentait d'arrêter de fumer. Pari finalement réussi en observant que, dans ce quatrième opus, Riggs ne fume pas une seule cigarette.
- Sur toutes ses répliques, Jet Li n'en a qu'une seule en français (en anglais dans la VO) : « Vous seriez à Hong Kong, vous seriez morts ! ».
- Dans ce quatrième volet, on apprend enfin le nom de la psy du commissariat. Elle se nomme Stephanie Woods[2].
- Mel Gibson et Jet Li rejoueront ensemble, en 2014, dans le film Expendables 3 sauf que cette fois c'est Mel Gibson le méchant et Jet Li le gentil (même s'il n'apparaît qu'à la fin). Cependant les deux acteurs ne partageront aucune scène commune.
- La première scène dans laquelle Roger se met en slip avec les petits cœurs dans la rue est évoquée dans l'épisode 6 de la saison 6 de la série Walker, Texas Ranger.

### Faux raccords
- Au moment où Riggs demande à Murtaugh de retirer ses vêtements, celui-ci a le col de chemise fermé. Au passage, un des plans montre que le col est ouvert puis de nouveau fermé par la suite
- Lorsque Nick et Carrie abordent leur père pour lui demander de l'argent, Carrie commence à enfiler son manteau mais l'arrête au niveau de ses avant-bras alors que, au changement de plan, son manteau est bien ajusté à ses épaules.
- Lorsque le général chinois réalise qu'il a été trompé par Wah Sing Ku, il exécute les membres de la famille de ce dernier. Il en tue deux avant d'être lui-même abattu par les hommes de Wah Sing Ku. Le frère aîné s'enfuit mais, en revanche, on ne sait pas ce que devient le plus âgé des membres (lunettes et barbiche).
- Lorsque Wah Sing Ku envoie Murtaugh en direction d'une vitre, lors du dernier corps à corps, il lui tient le bras puis le lâche. Au changement de plan, Murtaugh se protège soudainement le visage avec ce même bras au moment de la collision.

### Projet de suite
Dès 2008, le projet L'arme Fatale 5 est évoqué, avant d'être abandonné. La franchise connait ensuite un retour via la série télévisée L'Arme fatale dès 2016 à la télévision. Damon Wayans y reprend le rôle de Roger Murtaugh et Clayne Crawford celui de Martin Riggs.
En 2017, le projet d'un 5e film refait surface, d'après les paroles de Mel Gibson, le film ne semble cependant pas entièrement abandonné. Fin 2020, Richard Donner annonce vouloir faire L'Arme fatale 5 : « Ce sera l'épisode final. C'est à la fois mon devoir et un privilège de mettre un terme à la saga. Et c'est très emballant, vous savez... Ahahah ! Ce sera le dernier, je vous le promets. » Le cinéaste décède finalement le 5 juillet 2021, à l'âge de 91 ans sans avoir pu mener ce projet. Mel Gibson annonce en novembre 2021 qu'il réalisera lui-même le 5e volet.